# 徐峥
徐峥（1972年4月18日—），上海人，中國大陸男演員、導演。徐峥畢業於上海戲劇學院。主要電影有《命运呼叫转移》、《夜·店》、《人在囧途》、《人再囧途之泰囧》、《无人区》、《心花路放》、《催眠大师》、《港囧》、《爱情神话》。徐崢與黃渤、鄧超、吳京並稱為「票房四巨頭」。
2018年以電影《我不是藥神》榮獲第55屆金馬獎最佳男主角。在福布斯2019年發佈的中国100名人榜，名列第4名。

## 個人生活
妻子陶虹也是一名演員，兩人於2003年結婚，並於2008年生下一女兒。

## 事业
徐峥从小就喜欢话剧，1990年考入上海戏剧学院，1994年毕业，后进入上海话剧艺术中心任演员，早期以出演话剧为主。1998年因出演《股票的颜色》获得第十届白玉兰戏剧奖最佳男主角奖。21世紀出演电视剧《春光灿烂猪八戒》、《李卫当官》而成名。
2006年，在热门中國电影《疯狂的石头》中他扮演配角冯董。2008年之后出演了贺岁喜剧《爱情呼叫转移》、《夜·店》、《人在囧途》等电影。
2012年12月，《人再囧途之泰囧》在中國上映累计票房突破12.6亿元人民币，徐峥被《人在囧途》制片方武汉华旗影视制作有限公司状告剽窃侵权。北京市高级人民法院依法判决徐峥一方敗訴，並要求其賠償500萬元人民幣，并公开道歉和停止抄袭行为。
2015年4月13日，徐崢聯同高振順家族財團瑞東金融、董平（文化中國傳播（阿里巴巴影業前身）前主席）、機管局主席蘇澤光、寧浩、高志凱等人，合共認購1,731,416,556股（代價為6.806億港元）香港上市公司21控股有限公司股份，完成後更名「歡喜傳媒集團有限公司」。其後在2015年9月2日委任「歡喜傳媒集團有限公司」非執行董事。
徐峥与台湾演员，后来在中国大陆经商的张庭曾合作电视剧，徐峥介绍太太陶虹给张庭认识后成为好友，夫妻俩还多次携手出席张庭名下品牌TST的活动。2022年张庭、林瑞阳夫妇传销事件被曝光后，网民发现了张庭TST相关店铺中有在销售徐峥代言的红酒，红酒更是以徐峥的名字命名为“峥玖”，宣传时更强调徐峥不仅是导演，还是“TST的老板”，也是红酒形象大使，还有多张两对夫妻同台合照。不过徐峥尚未就此事公开回应。其后又于2023年4月，多位网民留言不建议徐峥作为嘉宾参加《青春环游记》节目。浙江卫视方面表示，经频道核查后明确，张庭夫妇传销案于2021年12月已被主管部门处理和公布，徐峥并未涉及该案，也未被定性为劣迹艺人，频道已按规定报上级主管单位审查、批准。

## 影视作品

### 电影
| 年份   | 片名                        | 导演                                       | 角色               | 备注                                        |
| 1994年 | 《火龍風雲》                | 袁和平                                     | 都護大人護衛       |                                             |
| 1998年 | 《海之魂》                  | 吴贻弓                                     | 丁小滿             |                                             |
| 1999年 | 《犯罪分子》                | 程耳                                       | 学志               |                                             |
| 2000年 | 《说出你的秘密》            | 黄建新                                     |                    |                                             |
| 2002年 | 《天使不寂寞》              | 张番番                                     |                    |                                             |
| 2006年 | 《疯狂的石头》              | 宁浩                                       | 冯董（冯海）       | 票房2534万人民币                            |
| 2007年 | 《爱情呼叫转移》            | 张建亚                                     | 徐朗               | 票房1300万人民币                            |
| 2007年 | 《第三个人》                | 程耳                                       | 何偉               |                                             |
| 2007年 | 《命运呼叫转移》            |                                            | 心理医生（孙大夫） |                                             |
| 2008年 | 《愛情呼叫轉移2：愛情左右》 | 张建亚                                     | 徐朗               | 客串                                        |
| 2009年 | 《火星没事》                | 劉儀偉                                     | 马志豪（马总）     |                                             |
| 2009年 | 《夜·店》                   | 杨庆                                       | 何三水             | 票房935万人民币                             |
| 2009年 | 《疯狂的赛车》              | 宁浩                                       | 大成               | 票房1亿人民币                               |
| 2010年 | 《嘻游记》                  | 唐僧                                       | 钟少雄             | 票房2770万人民币                            |
| 2010年 | 《人在囧途》                | 叶伟民                                     | 李成功             | 票房3690万人民币                            |
| 2011年 | 《建黨偉業》                | 韓三平、黃建新                             | 徐樹錚             |                                             |
| 2012年 | 《人再囧途之泰囧》          | 徐峥                                       | 徐朗               | 主演 中國票房12.6亿人民币，香港票房36万港幣 |
| 2012年 | 《一部佳作的诞生》          | 武越                                       | 绑匪老大           | 微电影                                      |
| 2012年 | 《春嬌與志明》              | 彭浩翔                                     | Sam                | 票房7170万人民币                            |
| 2012年 | 《搞定岳父大人》            | 李海蜀                                     | 范坚强             | 徐峥监制，编剧，主演 票房1575万人民币       |
| 2013年 | 《无人区》                  | 宁浩                                       | 黄海               | 票房2.6亿人民币                             |
| 2013年 | 《摩登年代》                | 邵晓黎                                     | 欧大卫             | 徐峥监制，编剧，主演 票房6782万人民币       |
| 2014年 | 《心花路放》                | 寧浩                                       | 郝義               | 原名《玩命邂逅》                            |
| 2014年 | 《催眠大师》                | 陈正道                                     | 徐瑞寧             | 中国票房2.73亿人民币                        |
| 2015年 | 《港囧》                    | 徐峥                                       | 徐来               | 徐峥導演，主演 中国票房16亿人民币           |
| 2016年 | 《大唐玄奘》                | 霍建起                                     | 唐朝总兵           | 客串                                        |
| 2017年 | 《猪太狼的夏天》            | 宋灏霖                                     | 不適用             | 徐峥监制                                    |
| 2018年 | 《幕后玩家》                | 任鹏远                                     | 钟小年             | 徐峥监制                                    |
| 2018年 | 《超时空同居》              | 苏伦                                       | 撈海底服務員       | 徐峥监制 客串                               |
| 2018年 | 《江湖儿女》                | 贾樟柯                                     | 克拉瑪依男子       |                                             |
| 2018年 | 《我不是药神》              | 文牧野                                     | 程勇               | 联合宁浩一同担任监制                        |
| 2018年 | 《一出好戏》                | 黄渤                                       |                    | 片尾出現                                    |
| 2019年 | 《疯狂的外星人》            | 宁浩                                       | 外星人 徐老板      | 特别出演                                    |
| 2019年 | 《我和我的祖国》            | 陈凯歌 张一白 管虎 薛晓路 徐峥 宁浩 文牧野 | 主持人             | 徐峥導演其中一個單元                        |
| 2019年 | 《宠爱》                    | 杨子                                       | 不適用             | 徐峥监制                                    |
| 2020年 | 《囧妈》(網絡首播)          | 徐峥                                       | 徐伊万             | 徐峥導演，监制，主演                        |
| 2020年 | 《我和我的家乡》            | 宁浩 徐峥 陈思诚 闫非/彭大魔 鄧超/俞白眉   | 小范               | 徐峥導演其中一個單元                        |
| 2021年 | 《记忆切割》                | 果靖霖                                     | 四叔               | 客串                                        |
| 2021年 | 《我和我的父辈》            |                                            | 赵平洋             | 徐峥導演其中一個單元                        |
| 2021年 | 《爱情神话》                | 邵艺辉                                     | 老白               | 徐峥监制，主演                              |
| 2022年 | 《奇迹·笨小孩》             | 文牧野                                     | 婚礼厨师徐福       |                                             |
| 2022年 | 《我心飞扬》                | 王放放                                     | 不適用             | 徐峥监制                                    |
| 2022年 | 《您好，北京》              |                                            | 兴荣               | 客串                                        |
| 2024年 | 《逆行人生》                | 徐峥                                       | 高志垒             | 徐峥導演，主演                              |
| 2025年 | 《假爸爸》                  | 贾冰                                       | 马局长             | 徐峥监制                                    |
| 待上映 | 《成为赢家》                | 任鹏远                                     | 不適用             | 徐峥监制                                    |

### 电视剧
| 首播年份 | 剧名                     | 角色           | 备注               |
| 1997年   | 《风声水起》             |                |                    |
| 1997年   | 《周恩来在上海》         | 王明           |                    |
| 1998年   | 《上海沧桑》             | 唐伯也（青年） |                    |
| 1999年   | 《家里比较烦之紧急救援》 | 小瓜           |                    |
| 2000年   | 《红尘往事/风雨步高苑》  | 李心智         |                    |
| 2000年   | 《春光灿烂猪八戒》       | 猪八戒         |                    |
| 2001年   | 《七品钦差》             | 周师爷         |                    |
| 2001年   | 《天空下的缘分》         | 比目鱼         |                    |
| 2001年   | 《穿越时空的爱恋》       | 朱允炆         |                    |
| 2002年   | 《李卫当官》             | 李卫           |                    |
| 2002年   | 《爸爸叫红旗》           | 冯勇           |                    |
| 2003年   | 《天桥十三郎》           | 石玉昆         |                    |
| 2003年   | 《长恨歌》               | 康明逊         |                    |
| 2003年   | 《重返上海滩》           | 朱世钧         |                    |
| 2003年   | 《笑八仙之素女的故事》   | 吕洞宾         |                    |
| 2004年   | 《李卫当官2》            | 李卫           |                    |
| 2004年   | 《新铡美案/新科状元》    | 皇上           |                    |
| 2004年   | 《满汉全席》             | 张东官         |                    |
| 2004年   | 《起跑天堂》             | 健身房客人     | 客串               |
| 2005年   | 《三揭皇榜》             | 傅应星         |                    |
| 2005年   | 《出奇制胜》             | 三多 贺岁喜剧  |                    |
| 2005年   | 《福禄寿三星报喜》       | 张果老         |                    |
| 2005年   | 《铁将军阿贵》           | 和亲王         |                    |
| 2006年   | 《家和万事兴之快乐情缘》 | 丁子寒         | 贺岁片             |
| 2006年   | 《恋爱真好》             | 窦丁           | 情景喜剧           |
| 2007年   | 《成功人士》（好男当家） | 周奉           |                    |
| 2007年   | 《结婚进行曲》（结婚记） | 姚翔           |                    |
| 2007年   | 《远山》                 | 客串           |                    |
| 2008年   | 《防火墙5788》           | 何念           |                    |
| 2008年   | 《谬探神威》             | 师爷           |                    |
| 2009年   | 《我是老板》             | 徐天来         |                    |
| 2009年   | 《大内低手》             | 李传卫&赵三发  |                    |
| 2010年   | 《老爸快跑》             | 张三           |                    |
| 2012年   | 《大男當婚》             | 曹小強         |                    |
| 2017年   | 《生逢灿烂的日子》       | 经纪人         | 客串               |
| 2018年   | 《猎毒人》               | 吴主席         | 客串               |
| 2018年   | 《好戏一出》             |                | 網絡劇             |
| 2020年   | 《欢喜猎人》             | 66號           | 客串               |
| 2023年   | 《似火流年》             | 不適用         | 網絡劇，徐峥總监制 |
| 待播     | 《阅读课》               |                |                    |

### 綜艺节目
| 年份   | 播放日期           | 电视频道         | 节目名称             | 集数                  | 备注       |
| 2016年 | 1月22日－4月8日    | 浙江卫视         | 《二十四小时》第一季 | 全季                  | 固定主持   |
| 2016年 | 12月10日           | 浙江卫视         | 《食在囧途》         | 全季                  | 固定主持   |
| 2018年 | 9月8日             | 浙江卫视         | 《我就是演员》       | 全季                  | 演技導師   |
| 2020年 | 10月23日－11月27日 | 湖南衛視、芒果TV | 《姐姐的愛樂之程》   | 全季（第5期雲南暫離） | 路演經理人 |

## 话剧作品
1994年
- 《说谎人》饰演 列柳
- 《进入黑夜的漫长旅程》饰演 杰米
- 8月《梧桐别墅》饰演 吴有根

1995年
- 2月《陪读夫人》饰演 廖沈
- 11月 《无事生非》饰演 安东尼奥

1996年
- 3月《野种》饰演 文泽
- 9月《商鞅》饰演 祝欢

1997年
- 4月《商鞅》饰演 祝欢

1998年
- 4月《股票的颜色》饰演 李少英
- 5月《商鞅》饰演 祝欢
- 8月《拥挤》饰演 巫客

2000年
- 3月《商鞅》饰演 祝欢

2001年
- 《商鞅》饰演 祝欢
- 10月《商鞅》饰演 祝欢
- 11月 《艺术》饰演 塞尔吉

2002年
- 5月《他没有两个老婆》饰演 张立国

2003年
- 7月《商鞅》饰演 祝欢

2005年
- 《最后一个情圣》饰演 赵青胜 兼导演

2007年
- 《兄弟》饰演 李光头

2010年
- 《资本论》饰演 徐峥

## 监制作品
- 2015年，电影《港囧》
- 2014年，电影《催眠大师》
- 2013年，电影《摩登年代》
- 2012年，电影《人再囧途之泰囧》
- 2012年，电影《搞定岳父大人》

## 编剧作品
- 电影《港囧》
- 电影《搞定岳父大人》
- 电影《人再囧途之泰囧》
- 微电影《一部佳作的诞生》

## 导演作品

### 电影
- 《人再囧途之泰囧》
- 《港囧》

### 电视剧
- 《李卫当官2》

### 话剧
- 1998年8月31日《拥挤》
- 1998年8月31日《母语》
- 1999年6月24日《谢谢一家门》
- 2006年《最后一个情圣》
- 《股票的颜色》

## 荣誉
| 年份 | 頒獎典禮                                      | 奖项                     | 作品                 | 结果 |
| ---- | --------------------------------------------- | ------------------------ | -------------------- | ---- |
| 1998 | 第十屆 白玉兰奖                               | 最佳男演员奖             |                      | 獲獎 |
| 2003 | 宝钢高雅艺术                                  | 最佳男演员奖             |                      | 獲獎 |
| 2008 | 第十二届 佐临艺术奖                           | 最佳男主角               |                      | 獲獎 |
| 2008 | 第二十九届 大众电影百花奖                     | 最佳男配角               | 《瘋狂的石頭》       | 提名 |
| 2009 | 第十二届 上海国际电影节电影频道传媒大奖       | 最受关注男演员奖         | 《夜·店》            | 獲獎 |
| 2011 | 首都大学生绿色形象大使                        |                          |                      | 獲獎 |
| 2011 | 现代戏剧谷壹戏剧大赏                          | 最佳男主角               |                      | 獲獎 |
| 2012 | 第八届 全国戏剧文化奖                         |                          |                      | 獲獎 |
| 2012 | 中国话剧金狮奖演员奖                          |                          |                      | 獲獎 |
| 2012 | 2012年国剧盛典                                | 2012年度最佳角色大奖(男) | 《大男当婚》饰曹小强 | 獲獎 |
| 2013 | 第三屆 中國電影發展推動力人物獎與票房推動力獎 |                          | 《人再囧途之泰囧》   | 獲獎 |
| 2013 | 第四屆 中國電影導演協會年度表彰評選           | 年度評委特別表彰         | 《人再囧途之泰囧》   | 獲獎 |
| 2013 | 第二十届 北京大学生电影节                     | 最受大学生欢迎导演       | 《人再囧途之泰囧》   | 獲獎 |
| 2013 | 第九届 华鼎奖                                 | 最佳新锐导演奖           | 《人再囧途之泰囧》   | 獲獎 |
| 2013 | 第十五届 中国电影华表奖                       | 优秀青年导演奖           | 《人再囧途之泰囧》   | 獲獎 |
| 2014 | 第五屆 中國電影導演協會年度表彰評選           | 年度男演員               | 《無人區》           | 獲獎 |
| 2018 | 第55屆金馬獎                                  | 最佳電影                 | 《我不是藥神》       | 提名 |
| 2018 | 第55屆金馬獎                                  | 最佳男主角               | 《我不是藥神》       | 獲獎 |
| 2019 | 第32屆中國電影金雞獎                          | 最佳電影                 | 《我不是藥神》       | 提名 |
| 2019 | 第32屆中國電影金雞獎                          | 最佳男主角               | 《我不是藥神》       | 提名 |
| 2023 | 第18届华表奖                                  | 优秀故事片               | 《我和我的祖国》     | 獲獎 |
| 2023 | 第18届华表奖                                  | 优秀导演                 | 《我和我的祖国》     | 獲獎 |